# Oscar Hijuelos
Oscar Hijuelos, född 24 augusti 1951 i New York i New York, död 12 oktober 2013 i New York, var en amerikansk författare. Hijuelos var den första författaren av latinamerikanskt ursprung som vunnit ett Pulitzerpris för skönlitteratur.
Hijuelos föddes i Morningside Heights på Manhattan i New York som son till kubanska immigranter. Han studerade vid Corpus Christi School och senare vid Bronx Community College, Lehman College och Borough of Manhattan Community College innan han började sina studier i kreativt skrivande vid City College of New York. Därefter ägnade han sig åt flera olika yrken innan han blev författare på heltid. Hans första roman, Our House in the Last World, gavs ut 1983 och belönades 1985 med Rompriset, som utdelas av Amerikanska akademien i Rom. Hans andra roman, The Mambo Kings Play Songs of Love, belönades med Pulitzerpriset för skönlitteratur 1990. Romanen filmatiserades som The Mambo Kings 1992 och uppsattes som en Broadway-musikal 2005.
Hijuelos undervisade vid Hofstra University och bodde i New York City. Hijuelos avled hastigt den 12 oktober 2013, efter att ha kollapsat på en tennisbana på Manhattan.

## Priser och utmärkelser
- Pulitzerpriset för skönlitteratur 1990 för The Mambo Kings Play Songs of Love